# Taras-Schewtschenko-Kompanie

Flagge der Interbrigaden

Die Taras-Schewtschenko-Kompanie (Compañía „Taras Schewtschenko“) war eine weitgehend westukrainische Kompanie der Internationalen Brigaden im Spanischen Bürgerkrieg. Es wurde nach dem bedeutendsten ukrainischen Lyriker Taras Schewtschenko benannt. Die Taras-Schewtschenko-Kompanie kämpfte mit weiteren slawischen Einheiten, wie z. B. dem Dąbrowski-Bataillon, unter anderen in der  XIII. Internationale Brigade.

## Die ersten Ukrainer in Spanien
Die ersten westukrainischen Milizionäre waren unter anderen Mitglieder der westukrainischen Kommunistischen Partei. Bereits nach dem Ausbruch des spanischen Bürgerkrieges, im August 1936, erreichten 37 Westukrainer die in belgischen und französischen Minen arbeiteten, Spanien. Weitere 180 polnische Westukrainer, die aus Galizien und Wolhynien stammten, reisten über den polnisch-tschechoslowakischen Javorník Pass nach Spanien. Zwei der Brigadisten, Dmitry Zaharuk Krajewski und Simon Krajewski, waren entflohene politische Insassen des Gefängnisses in Dubno. Laut den Quellen kämpften 498 westukrainische Brigadisten für die Zweite Spanische Republik.
Am 8. Juli 1937 beschloss die Führung der westukrainischen Kommunistischen Partei die Formierung einer militärischen Einheit mit dem Namen „Taras Schewtschenko“. Eingruppiert wurden die westukrainischen Brigadisten nach ihrer Ankunft in Albacete in die XIII. Internationale Brigade. Der erste Kompaniekommandant war der belarussische Stanislav Tomasevic. Stellvertretender Kompaniechef wurde Pawel Iwanowitsch, ein Emigrant aus Frankreich. Politischer Kommissar war Nazar.

## Schlacht von Brunete
Die Feuertaufe der westukrainischen Brigadisten war im Juli 1937 die Schlacht von Brunete, im Westen von Madrid. Die Einheit wies während der Schlacht einen Angriff von marokkanischer Kavallerie in der Nähe von Villafranca del Castillo und Romanillos ab. Bei diesen heftigen Kämpfen verlor die Einheit mehr als die Hälfte der Brigadisten.

## Schlacht von Belchite
Bei weiteren Kämpfen während der Schlacht von Belchite am 25. August 1937 durchbrachen die polnischen Westukrainer mit weiteren slawischen Verbänden der Internationalen Brigaden italische Stellungen an der Aragon-Front. Während dieser Kämpfe errangen die Einheiten an einem Tag einen Geländegewinn von 10 km. Laut einer Legende, sollen die westukrainischen Brigadisten es bei einem Gefecht geschafft haben, eine Massenpanik der Republikaner während eines falangistischen Angriffes zu verhindern. In einem der vorderen Frontabschnitte im Bereich einer strategischen Höhe gelang es den republikanischen Verbänden nicht, den falangistischen Ansturm zu widerstehen. Obwohl die republikanischen Verbände ungeordnet zurückwichen, gelang es den westukrainischen Brigadisten durch ihr Eingreifen die Front wieder zu stabilisieren und sogar die strategische Höhe wieder zurückzuerobern.

## Schlacht von Teruel
Vom Dezember 1937 bis zum Februar 1938 kämpfte die Kompanie während der Schlacht von Teruel in der Sierra von Quemado in einer Höhe von 2000 Höhenmetern. Bei diesen Kämpfen gelang es der Kompanie eine größere Anzahl von falangistischen Gewehren, Pistolen sowie mehrere bewaffnete Lastwagen zu erbeuten. Während dieser Kämpfe wurde der Kompaniechef Tomasevic, der Politkommissar Demyanchuk Sergeant Sieradz und Polycarp Krajewski getötet.

## Aragonoffensive
Im März 1938 wurde die Kompanie in Aragonien bei der Aragonoffensive viermal umfasst. Es gelang aber der Kompanie immer wieder sich einer kompletten Einkesselung zu entziehen. Bei diesen Kämpfen fiel der Kommandeur Stanislav Voropai (Nikolaev) und der politische Ausbilder Simon Krajewski. Ab dem 23. März 1938 gelang der Kompanie mit weiteren republikanischen Kräften, unter dem Kommando von Valentín González, für eine Woche den Vormarsch Francos bei Lleida aufzuhalten. Diese Verzögerung ermöglichte es den Republikanern, sich geordnet und unter Mitführung des wertvollen Kriegsmaterials zurückzuziehen.

## Katalonien
Ab Juli bis zum September 1938 kämpfte die Kompanie in Katalonien. Die Kompanie gelang es bei heftigen Kämpfen am 2. September sieben franquistischen Angriffen abzuwehren. Bei diesem Kämpfen fielen unter anderen der Kommandeure Yang und Ivan Hasek Gritsyuk.

## Auflösung der Kompanie
Im September beschloss die republikanische Regierung, unter anderem wegen des Drucks vom Völkerbund, die Internationalen Brigaden aufzulösen. Die Internationalen Brigaden wurden durch den Beschluss des spanischen Ministerpräsidentens Juan Negrín von der Front abgezogen, in der Hoffnung, dass die Nationalisten die deutsche Legion Condor und die italienische Corpo Truppe Volontarie sich gleichfalls aus Spanien zurückziehen würden. Nach der Abschiedsparade am 28. Oktober 1938 in Barcelona wurden die Internationalen Brigaden offiziell aufgelöst. Die meisten Brigadisten wurden nach ihrer Rückkehr nach Polen im Lager Bereza Kartuska interniert.

## Nachklang
Im Gegensatz zu Polen, wo die Geschichte der polnischen westukrainischen Taras-Schewtschenko-Kompanie vergessen wurde, ehrte die Sowjetunion die westukrainische Taras-Schewtschenko-Kompanie mit einem Denkmal in Lwiw. Es wurde im Jahr 1982 der Kompaniekommandeur Yuri Velikanovichu mit dem Denkmal geehrt. Nach der Proklamation der Unabhängigkeit der Ukraine wurde das Denkmal zerstört, in dem der Kopf abgeschnitten wurde. Inzwischen wurde das Denkmal wieder restauriert.

## Mitglieder der Taras-Schewtschenko-Kompanie
- Stanislav Tomasevic (Kommandeur)
- Yuri Velikanovich (Kommandeur)
- Stanislav Voropai (Nikolaev) (Kommandeur)
- Simon Krajewski (Kommandeur)
- Ivan Hasek Gritsyuk (Kommandeur)
- Pawel Iwanowitsch (stellvertretender Kompaniechef)
- Nazar (Politkommissar)
- Demyanchuk Sergeant Sieradz (politischer Instrukteur)
- Polycarp Krajewski (politischer Instrukteur)
- Vasily Lozovoy Joseph Konovalyuk (Brigadist)
- Valentin Pavlusevich (Brigadist)
- Josip Petrash (Brigadist)
- Dmitry Zaharuk (Brigadist)
- Simon Krajewski (Brigadist)
- Mikhail Litvin (Brigadist)
- Pawel Iwanowitsch (Brigadist)
- Shister Velikanovich (Brigadist)
- Yuri (Brigadist)
- Yang (Brigadist)